# Silence (album)
Pour les articles homonymes, voir Silence (homonymie).
Albums de Sonata Arctica
Ecliptica
(2000) Winterheart's Guild
(2003)
Silence est le deuxième album studio du groupe de power metal finlandais Sonata Arctica.
C'est le seul album studio du groupe enregistré avec le clavieriste Mikko Harkin, puisque celui-ci a quitté le groupe peu avant l'enregistrement de leur album suivant, Winterheart's Guild.
Le chanteur du groupe, Tony Kakko, a décrit l'album comme étant plus mûr et plus proche du vrai son Sonata Arctica que son prédécesseur, Ecliptica.
L'album est sorti le 4 septembre 2001 sous le label Spinefarm Records.

## Composition
- Tony Kakko – chant
- Jani Liimatainen – guitare
- Marko Paasikoski – basse
- Tommy Portimo – batterie
- Mikko Härkin – claviers

## Liste des morceaux
1. ...of Silence
2. Weballergy
3. False News Travel Fast
4. The End of This Chapter
5. Black Sheep
6. Land of the Free
7. Last Drop Falls
8. San Sebastian (revisited)
9. Sing In Silence
10. Revontulet
11. Tallulah
12. Wolf & Raven
13. Respect the Wilderness (bonus CD Jap)
14. The Power of One